# Coto de Caza, Kalifornien
Coto de Caza är en ort (CDP) i Orange County, i delstaten Kalifornien, USA. Enligt United States Census Bureau har orten en folkmängd på 14 866 invånare (2010) och en landarea på 20,6 km².